# Gustave de Suède (1683-1685)
Pour les articles homonymes, voir Gustave de Suède (homonymie).
Gustave de Suède (en suédois : Gustav av Sverige), né le 4 juin 1683 et mort le 26 avril 1685, est un prince suédois de la maison de Palatinat-Deux-Ponts (ou maison de Pfalz-Zweibrücken). Il est le deuxième fils et troisième enfant de Charles XI de Suède et d'Ulrique-Éléonore de Danemark. Il meurt enfant comme tous ses frères, sauf le futur Charles XII.

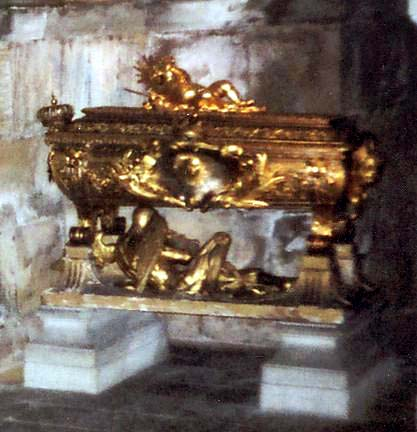
Tombe du prince Gustave dans l'église de Riddarholmen.